# Lau (souostroví)
Fidžijské souostroví Lau se nachází v jižním Tichém oceánu, na východ od Korského moře. Tvoří je řetězec asi stovky ostrovů a ostrůvků z nichž zhruba třicet je obydleno. Souostroví Lau se rozprostírá na rozloze 487 čtverečních kilometrů. Většina ostrovů severní části skupiny Lau jsou vulkanického původu, zatímco ostrovy jižní části jsou většinou korálového původu.
Ostrovy Lau jsou jednou ze čtrnácti fidžijských provincií. Hlavní město se jmenuje Tubou a leží na jižním konci ostrova Lakeba. Tato provincie spolu s dalšími (včetně Kadavu a Lomaiviti) tvoří fidžijský východní obvod a Tovata konfederaci, tradiční hierarchickou skupinu náčelníků severního a východního Fidži.

## Historie
Britský cestovatel James Cook objevil první z ostrovů – Vatou – v roce 1774. Od té doby co byla objeveno Souostroví Ono, v roce 1820, bylo souostroví Lau nejlépe zmapovanou částí Fidži.
K politickému sjednocení došlo až v pozdější době. Historicky je členěno do tří částí: severní ostrovy Lau, jižní ostrovy Lau a souostroví Moala. Kolem roku 1855 si tonžský princ Enele Ma'afu podrobil tuto oblast a ustanovil jednotnou správu. Prohlásil se za Tui Lai, neboli krále Lau, vyhlásil konstituci a pozval křesťanské misionáře. První misionáři přijeli do Lakeby v roce 1830, ale byli vyhnáni. Tui Nayau, formální vládce souostroví Lau se Ma'afovi podrobil.
Tituly Tui Nayau a Tui Lau se vrátily do personální unie v roce 1973, když Ratu Sir Kamisese Mara, který již byl ustanoven jako Tui Nayau v roce 1969, byl rovněž ustanoven Tui Lau. Zdědil formální titul po svém otci, Tevita Uluilakeba III.
Severní ostrovy Lau, rozšířené až k Tuvuce, byly pod nadvládou Taveuni. Projevovali úctu k Tui Cakau (vrchnímu náčelníkovi Cakaudrove). Nicméně v roce 1855 Ma'afu získal svrchovanost nad severním Lau a ustanovil Lomaloma na Vanua Balavu coby hlavní město.
Jižní ostrovy Lau se rozšířili o Ono i Lau na dalekém jihu až k severnímu Cicia. Tradičně byly poddanými vůči Tui Nayau, ale díky vítězství Ma'afua v 50. letech se staly vůči Tongu nadřazenými.
Ostrovy Moala měly vždy blíže k ostrovům Bau, Fidži a k Lomaiviti než k Lau, ale Ma'afuovo vítězství je připojilo k Lau. Od té doby jsou jeho součástí.

## Kultura
Tím že leží na pomezí melanéského Fidži a polynéské Tongy jsou ostrovy Lau místem setkání dvou odlišných kulturních sfér. Lauské vesnice si zachovávají původní tradice. Obyvatelé ostrovů jsou známi svými dřevořezbami a barvením tradičních látek masi neboli tapa. Zejména Lakeba byla tradičním místem setkání obyvatel Tongy a Fidži. Převažující jihovýchodní větry umožnili cestování z Tongy na Fidži. Zároveň ale bylo mnohem obtížnější plout opačným směrem. Od 5. stol. př. n. l. byla kultura Lau spíše fidžijská nežli polynéská, ale tonžský vliv je dodnes patrný ve jménech, jazyku, stravě a architektuře. Lauské stavby jsou spíše kulatého tvaru, podobně jako je tomu na ostrovech Tonga a Samoa a ne čtverhranné jak je to typické pro Fidži.

## Hospodářství
Na ostrově Vanua Balavu se nachází Yanuyanu resort vybudovaný k povzbuzení turismu pro který byla oblast dříve obtížněji přístupná. Dále tam je přistávací dráha a přístav v Lomaloma. Na Vanua Balavu a na Lakeba jsou penziony a turistické ubytovny.

## Zajímavosti
Ostrovy Lau jsou centrem fidžijského kriketu. Kriket je na Lau nejpopulárnějším kolektivním sportem, zatím co na ostatních fidžijských ostrovech je preferováno ragby a fotbal.